# اودلر
اودلر (به آلمانی: Udler) یک شهر در آلمان است که در فولکانایفل واقع شده‌است. اودلر ۳۰۵ نفر جمعیت دارد.